# Попков, Игорь Васильевич
Игорь Васильевич Попков (11 июля 1936, Москва — 10 ноября 2024) — советский и российский скрипач, народный артист РСФСР. Художественный руководитель камерного ансамбля «Барокко».

## Биография
Игорь Васильевич Попков родился 11 июля 1936 года в Москве.
В 1943 году был принят в районную музыкальную школу на Красной Пресне. Через год — в школу при Московской консерватории в класс преподавателя Б. В. Беленького.
В четырнадцать лет начал подрабатывать в оркестре театра им. Е. Б. Вахтангова.
В 1951—1955 годах учился на струнном отделении Академического музыкального училища при Московской консерватории.
Поступил в Московскую государственную консерваторию в класс А. И. Ямпольского, а после его смерти продолжил обучение у Б. В. Беленького. Окончив консерваторию, поступил в аспирантуру к профессору Д. М. Цыганову.
Лауреат и дипломант международных музыкальных конкурсов.
С 1960 по 1968 год работал в Московском камерном оркестре под руководством Рудольфа Баршая, гастролировал в Европе.
В 1968 году создал камерный ансамбль «Барокко» при Ярославской областной филармонии. В репертуаре ансамбля были представлены все европейские музыкальные школы эпохи барокко, инструментальная музыка русского барокко XVIII века. Исполнял произведения композиторов XX века, в том числе музыкальный авангард. В 1990-х годах ансамбль на какое-то время переехал в Ханты-Мансийск. С января 2001 года ансамбль работал в структуре Ярославского художественного музея.
Умер 10 ноября 2024 года в возрасте 88 лет.

## Награды и премии
- Заслуженный артист РСФСР (3.02.1977)[6].
- Народный артист РСФСР (1987).
- Лауреат и дипломант международных музыкальных конкурсов.
- Почётный знак города Ярославля.
- Орден Почёта (Россия) (1997)[7].
- Почётный знак Святого Луки «За развитие искусства» Ярославской области.
- Областная премия имени Соколова за реализацию проекта «Палитра музыки»[8].